# Chariea
Chariea is een kevergeslacht uit de familie van de boktorren (Cerambycidae). De wetenschappelijke naam van het geslacht werd voor het eerst geldig gepubliceerd in 1832 door Audinet-Serville.

## Soorten
Chariea omvat de volgende soorten:
- Chariea cyanea Audinet-Serville, 1832
- Chariea lepesmei Tippmann, 1956
- Chariea longispina Galileo & Martins, 1990